# François Naoueyama
François Naoueyama (31 gennaio 1957) è un ex cestista centrafricano.

## Carriera
Con la Rep. Centrafricana ha preso parte ai Giochi olimpici del 1988, segnando 47 punti in 7 partite.